# Saint-Hilaire-de-Dorset
| Notre-Dame-des-Pins                   |                            |
| Église de Saint-Hilaire-de-Dorset.JPG |                            |
| Coordenadas: 45º52'N, 70º51'W         |                            |
| Província                             | Quebec                     |
| Região administrativa                 | Chaudière-Appalaches       |
| Incorporado em                        | 12 de abril de 1916        |
| Prefeito                              | Renaud Tanguay             |
| Código postal                         | 29020                      |
|                                       |                            |
| Área                                  |                            |
| - Cidade                              | 252,52 km², 101 mi²        |
| Fuso horário                          | UTC -5                     |
| População (2006)                      |                            |
| - Cidade                              | 111                        |
| - Densidade                           | 0,43 hab/km², 1,09 hab/mi² |

Saint-Hilaire-de-Dorset é uma freguesia canadense do Conselho Municipal Regional de Beauce-Sartigan em Quebec, localizado na região administrativa de Chaudière-Appalaches, ela foi nomeada em honra de Hilaire de Poitiers.